# Vogelpark Bali
Vogelpark Bali is een vogelpark bij Batubulan op Bali.
In het park bevinden zich circa 1000 vogels met vele soorten uit Bali, Lombok en andere delen van Indonesië. Ook zijn er vogels uit andere werelddelen. Te zien zijn onder andere paradijsvogels, papegaaien en kakatoes. Er zijn diverse volières. Ook is er een Toraja huis uit Sulawesi.